# إدي هامادا
إدي هامادا (بالإنجليزية: Eddie Hamada)‏ هو مدرس ومدرب رياضي أمريكي، ولد في 27 يناير 1928 في هونولولو في الولايات المتحدة، وتوفي بنفس المكان في 3 يناير 2010.